# Кетчер (приток Лопвы)
Кетчер — река в России, протекает по Юрлинскому району Пермского края. Устье реки находится в 50 км от устья Лопвы по правому берегу. Длина реки составляет 11 км.
Исток реки у деревни Остров в 10 км к югу от села Юрла. Исток находится на водоразделе бассейнов Иньвы и Косы, рядом берёт начало Сылва. Течёт на север, протекает деревню Зюздина. Приток — Буждом (правый). Впадает в Лопву у деревни Саранино.

## Данные водного реестра
По данным государственного водного реестра России относится к Камскому бассейновому округу, водохозяйственный участок реки — Кама от истока до водомерного поста у села Бондюг, речной подбассейн реки — бассейны притоков Камы до впадения Белой. Речной бассейн реки — Кама.
Код объекта в государственном водном реестре — 10010100112111100002553.